# Battlefield Earth
Pour plus de détails, voir Fiche technique et Distribution.
Battlefield Earth (Battlefield Earth : A Saga of the Year 3000) ou Terre, champ de bataille au Québec, est un film américain de science-fiction réalisé par Roger Christian, sorti en 2000.
Avec, entre autres, dans les rôles principaux John Travolta et Forest Whitaker, le scénario est inspiré d'une partie du roman Terre champ de bataille (1982) du romancier L. Ron Hubbard.
Battlefield Earth a été un échec critique et un flop au box office, fréquemment décrit comme un des pires films jamais réalisés,,,. Les critiques ont jugé négativement pratiquement tous les aspects du film, ce qui inclut le jeu des acteurs, la cinématographie, le scénario, les effets spéciaux et la direction artistique. Lors des premières projections, le public s'est moqué du film et a déserté les salles après son week-end d'ouverture.
Le film a reçu neuf Golden Raspberry Awards ce qui, jusqu'en 2012, était le plus grand nombre de prix Razzie attribués à un seul film (Jack et Julie décrochant alors les dix récompenses de la 32e cérémonie). Il a notamment remporté le prix du Pire film de la décennie des Razzie Awards.

## Synopsis
En 3000, la Terre n'est plus qu'un désert et l'humanité une espèce en voie de disparition. Mille ans auparavant, les féroces Psychlos ont envahi la Terre, anéanti toutes les défenses, rasé les villes et aboli toutes les institutions. Le chef de la sécurité des Psychlos, Terl, est le personnage le plus redouté de la Terre.
Au milieu des Montagnes Rocheuses, vit un jeune et héroïque chasseur, Jonnie Goodboy Tyler. Il est bien décidé à redonner espoir et dignité aux siens. Mais il se fait capturer et envoyer dans la cohorte des esclaves de Terl. Formé par ce dernier et les esclaves Chinko, Jonnie Goodboy Tyler incarne l'espoir de l'espèce humaine.

## Fiche technique
- Titre original : Battlefield Earth: A Saga of the Year 3000
- Titre français : Terre, champ de bataille
- Réalisation : Roger Christian
- Scénario : Corey Mandell et J.D. Shapiro, d'après le roman de L. Ron. Hubbard
- Photographie : Giles Nuttgens
- Décors : Patrick Tatopoulos
- Costumes : Patrick Tatopoulos
- Montage : Robin Russell
- Musique : Elia Cmiral
- Production : John Travolta, Elie Samaha, Jonathan D. Krane ; James A. Holt, Tracee Stanley  ; Linda Favila, Anson Downes ; Ashok Amritraj, Don Carmody, Andrew Stevens
- Sociétés de production : Battlefield Productions LLC, JTP Films, Franchise Pictures et Morgan Creek Productions
- Sociétés de distribution : Warner Bros. Pictures
- Langue : anglais
- Dates de sortie : 
  - États-Unis : 12 mai 2000
  - France : 14 juin 2000

## Distribution
- John Travolta (VF : Antoine Tomé / VQ : Jean-Luc Montminy) : Terl
- Barry Pepper (VF : Arnaud Arbessier / VQ : Gilbert Lachance) : Jonnie Goodboy Tyler
- Forest Whitaker (VF : Emmanuel Jacomy / VQ : François L'Écuyer) : Ker
- Kim Coates (VF : Marc Saez / VQ : Alain Zouvi) : Carlo
- Sabine Karsenti (VQ : Sophie Léger) : Chrissy
- Michael Byrne : Parson Staffer
- Christian Tessier : Mickey
- Sylvain Landry : Sammy
- Richard Tyson (VQ : Antoine Durand) : Robert le renard
- Christopher Freeman : Processing Clerk
- John Topor : Processing Clerk/One-Eyed Guard/Teleportation Supervisor
- Shaun Austin-Olsen  (VF : Raoul Delfosse) : Planetship
- Tim Post : un assistant
- Earl Pastko (VF : Féodor Atkine) : le barman
- Michel Perron : Rock
- Jason Cavalier (VQ : Pierre Auger) : Floyd
- Sean Hewitt : Heywood
- Andrew Albert : le superviseur du laboratoire
- Andy Bradshaw : Mason
- Jim Meskimen : Blythe
- Rejean Denoncourt : l'officer de communication
- Tait Ruppert : Rodman
- Mulumba Tshikuka : le pilote humain
- Kelly Preston (VQ : Anne Bédard) : Chirk
- Marie-Josée Croze : Mara
- Jean-Pierre Ferron : Humain

Légende : VF = Version Française / VFC = Version Francophone Canadienne

## Projet de suites
L'acteur et producteur John Travolta avait pour projet de produire une trilogie fondée sur le roman de L. Ron. Hubbard (L. Ron. Hubbard est le fondateur de l'Église de Scientologie dont John Travolta est l'un des membres les plus médiatisés avec Tom Cruise) à l'instar des sagas Star Wars et Star Trek. Mais, en raison de l'échec du film au box-office et des mauvaises critiques de la part des spectateurs et de la presse, il préféra abandonner.

## Distinctions

### Récompenses
- Dallas-Fort Worth Film Critics Association Awards 2001 : « Pire film »
- Razzie Awards 2001 :
  - « Pire acteur » (John Travolta) ;
  - « Pire réalisateur » (Roger Christian) ;
  - « Pire couple à l'écran » (« John Travolta et toute autre personne à l'écran avec lui ») ;
  - « Pire scénario » (Corey Mandell, J.D. Shapiro) ;
  - « Pire second rôle masculin » (Barry Pepper) ;
  - « Pire second rôle féminin » (Kelly Preston).
- Razzie Awards 2005 : « Pire drame des 25 dernières années »
- Razzie Awards 2010 : « Pire film de la décennie »

### Nominations
- Razzie Awards 2001 : nomination au prix « Pire acteur dans un rôle secondaire » (Forest Whitaker)